# Hohenburg
Hohenburg ist ein Markt im Oberpfälzer Landkreis Amberg-Sulzbach in der Planungsregion Oberpfalz-Nord und zählt zur Metropolregion Nürnberg.

## Geografie
Die Gemeinde befindet sich am südlichen Ende des Landkreises Amberg-Sulzbach an der Lauterach.

### Gemeindegliederung
Es gibt 23 Gemeindeteile (in Klammern ist der Siedlungstyp angegeben):
- Adertshausen (Pfarrdorf)
- Aicha (Einöde)
- Allersburg (Pfarrdorf)
- Allertshofen (Weiler)
- Berghausen (Dorf)
- Egelsheim (Dorf)
- Friebertsheim (Dorf)
- Hammermühle (Einöde)
- Hohenburg (Hauptort)
- Köstl (Weiler)
- Köstlöd (Einöde)
- Lammerthal (Weiler)
- Lohe (Weiler)
- Malsbach (Weiler)
- Mendorferbuch (Dorf)
- Ödenwöhr (Einöde)
- Ransbach (Kirchdorf)
- Schwarzmühle (Einöde)
- Spieshof (Weiler)
- Sternfall (Einöde)
- Stettkirchen (Einöde)
- Voggenhof (Dorf)
- Weihermühle (Einöde)

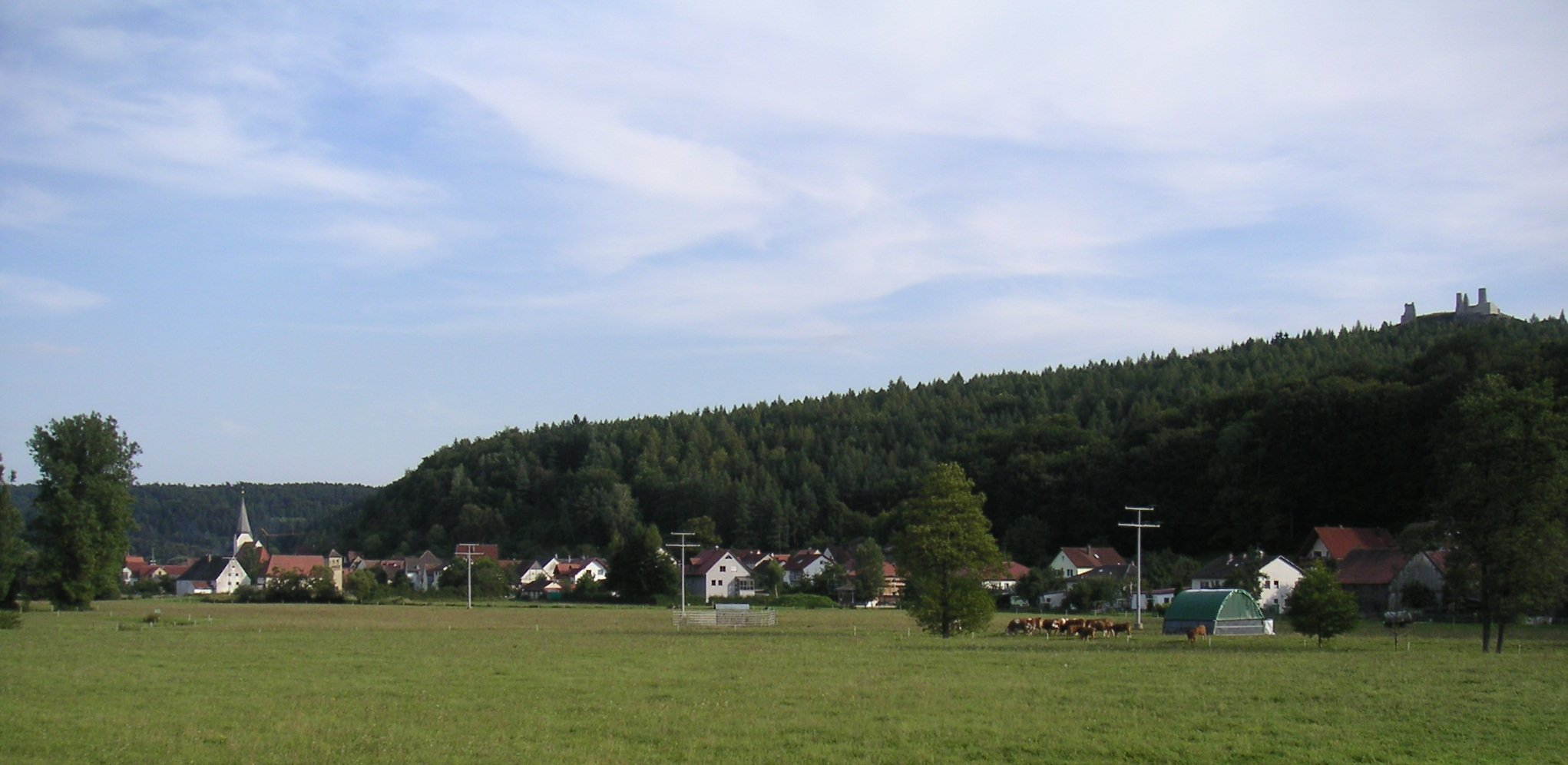
Blick auf Hohenburg (von Richtung Kastl)

Es gibt die Gemarkungen Adertshausen, Allersburg, Egelsheim, Hohenburg, Mendorferbuch, Ransbach, Thonhausen (nur Gemarkungsteil 0) und Taubenbacher Forst (nur Gemarkungsteil 1).

## Geschichte

### Bis zur Gemeindegründung
Die Burg wurde um das Jahr 1000 in der damaligen Nordmark von den Grafen von Hohenburg als Grenzgrafschaft erbaut. Urkundlich erstmals aufgetreten ist Ernst von Hohenburg im Jahr 1080.
Die verwitwete Mechthild von Hohenburg heiratete 1212 den Markgrafen Dipold V. von Vohburg aus dem Geschlecht des Grafen Dipold von Gingen.
Aus dieser Verbindung gingen vier Söhne hervor, von denen Berthold der Vormund des letzten Hohenstaufers Konradin war.
Alle vier Brüder starben 1256/57 in sizilianischen Kerkern.
Nach dem Aussterben der Markgrafen von Hohenburg gelangte das Herrschaftsgebiet an das Hochstift Regensburg.
Die ehemalige Reichsherrschaft des Hochstiftes Regensburg wurde 1803 zusammen mit der Freien Reichsstadt Regensburg zugunsten von Dalbergs säkularisiert und fiel an das Fürstentum Regensburg des Fürstprimas von Dalberg. Mit dem Pariser Vertrag von 1810 kam der Ort zu Bayern.
Die Burg, deren Überreste noch vorhanden sind, verlor ab dem 17. Jahrhundert endgültig an Bedeutung und war langsam dem Verfall preisgegeben.
Der bei der Burg entstandene Marktort wurde 1383 erstmals erwähnt und stand im Zusammenhang mit dem 1390 erwähnten Eisenhammer. Der Hammer wurde vom Wasser der Lauterach betrieben. An diesen erinnert heute noch der Ortsteil Hammermühle und die hier befindliche Hammermühlstraße. Das Gebäude Hammermühlstraße 32 ist unter der Aktennummer D-3-71-129-18 als denkmalgeschütztes Baudenkmal von Hammermühle verzeichnet.
Die Siedlung wurde im Mittelalter mit einer Ringmauer befestigt.
Ein dünnbesiedeltes Gebiet zwischen Markt Hohenfels und Hohenburg wurde ab 1939 im Rahmen der Aufrüstung der Wehrmacht als Truppenübungsplatz genutzt. Die Bewohner von 60 Orten wurden umgesiedelt. Seit 1951 und nach einer Erweiterung nach Westen befindet sich dort der Truppenübungsplatz Hohenfels der US Army.

### Kreiszugehörigkeit
Die ursprünglich zum Bezirksamt, ab 1939 zum Landkreis Parsberg gehörende Gemeinde wurde am 1. Januar 1963 in den Landkreis Amberg umgegliedert.

### Eingemeindungen
Im Zuge der Gebietsreform in Bayern wurden am 1. Januar 1972 die Gemeinden Adertshausen, Egelsheim und Mendorferbuch eingegliedert, am 1. Juli des gleichen Jahres folgten aus dem Landkreis Neumarkt in der Oberpfalz Allersburg sowie Teile von Ransbach und Thonhausen. Am 1. September 2015 erfolgte die Auflösung des gemeindefreien Gebiets Hirschwald. Dabei wurde ein Teil in die Gemeinde Hohenburg eingegliedert.

### Religionen
In der Gemeinde existieren die drei katholische Pfarreien Hohenburg, Allersburg und Adertshausen-Mendorferbuch.
Evangelische Christen gehören zur Evangelisch-Lutherischen Kirchengemeinde Rieden.

### Einwohnerentwicklung
- 1961: 1616 Einwohner, davon in Hohenburg 712, in Allersburg 180, in Adertshausen 162, in Egelsheim 120, in Mendorferbuch 247 und aus Ransbach 160
- 1970: 1601 Einwohner, davon in Hohenburg 712, in Allersburg 189, in Adertshausen 169, in Egelsheim 130, in Mendorferbuch 256 und aus Ransbach 145
- 1987: 1003 Einwohner (Ortsteil Hohenburg)
- 1991: 1634 Einwohner
- 1995: 1661 Einwohner
- 2000: 1681 Einwohner
- 2005: 1715 Einwohner
- 2010: 1626 Einwohner
- 2015: 1573 Einwohner

## Politik

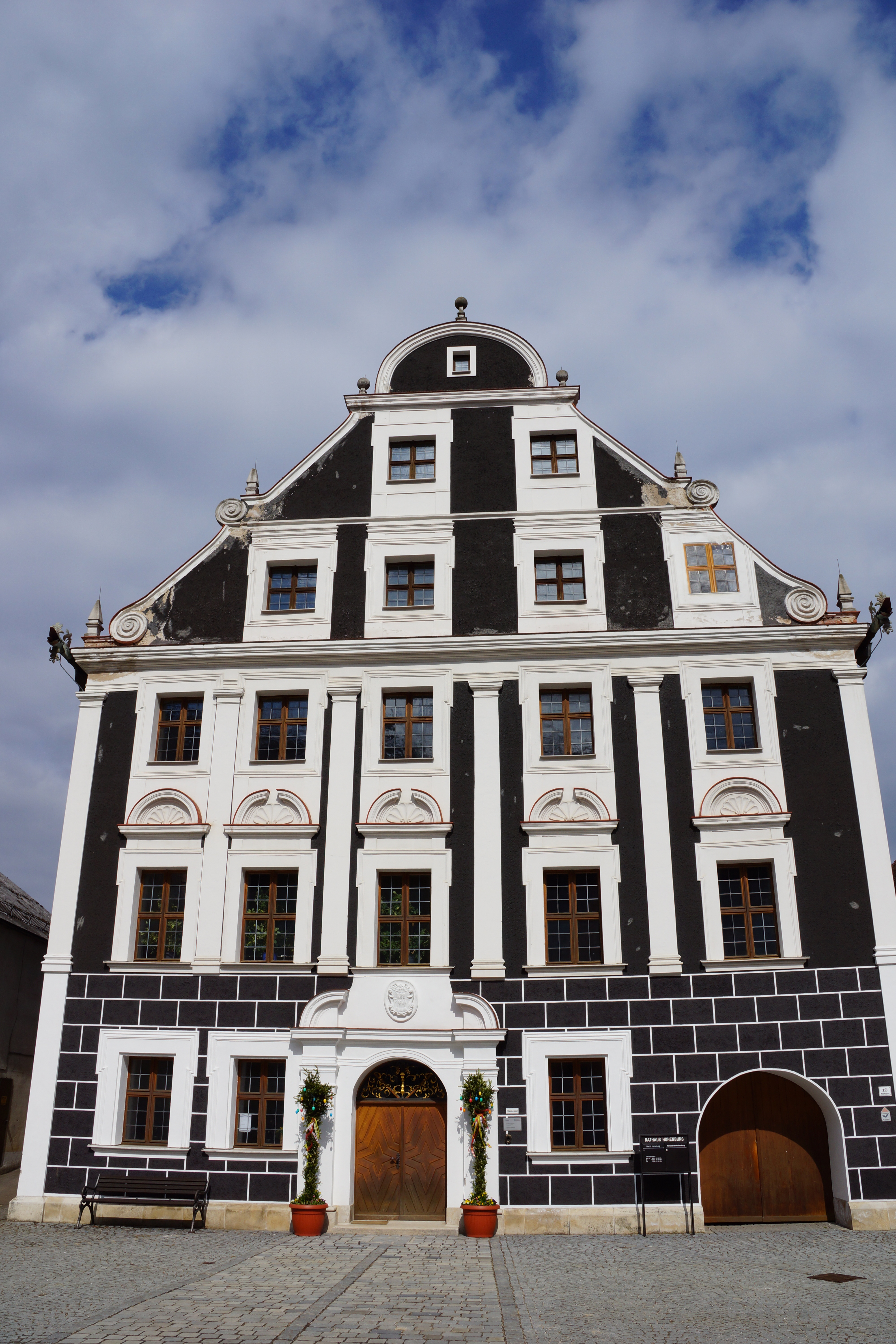
„Schwarzes Rathaus“ in Hohenburg

- CSU: 7
- UWG: 5

### Bürgermeister
- 0000–1978: Josef Senft
- 1978–1990: Siegfried Härtl (FW)
- 1990–2014: Gerhard Schärl (CSU/FW)
- 2014–0000: Florian Junkes (CSU)

Bei der Kommunalwahl vom 15. März 2020 wurde Florian Junkes mit 61,25 % der Stimmen wiedergewählt.

### Gemeinderat
Der Gemeinderat hat zwölf Mitglieder. Weiteres Mitglied und Vorsitzender des Gemeinderates ist der Erste Bürgermeister. Bei der Kommunalwahl vom 15. März 2020 haben von den 1273 stimmberechtigten Einwohnern in der Gemeinde Hohenburg 942 von ihrem Wahlrecht Gebrauch gemacht, womit die Wahlbeteiligung bei 74,00 % lag.

### Wappen
| Wappen von Hohenburg | Blasonierung: „Unter rotem Schildhaupt mit silbernem Schrägbalken zweimal geteilt von Rot, Silber und Schwarz, darauf drei goldene Ähren, die mittlere aus dem unteren Schildrand, die recht und linke aus dem Schildfuß wachsend; der Schildfuß gespalten und vorne unter goldenem Balkengiebel gespalten von Silber und Blau, hinten unter rotem Balkengiebel gerautet von Silber und Blau.“ |
| Wappen von Hohenburg | Wappenbegründung: Der silberne Schrägbalken in Rot im Schildhaupt verweist auf die Herrschaft des Hochstifts Regensburg; dieser Teil des Marktwappens blieb seit dem ersten Siegel, das in Abdruck von 1548 überliefert ist, stets unverändert. Das ursprüngliche Wappen von Hohenburg, das Bistumsadministrator Johann dem Markt 1542 verlieh, war unter dem Hochstift Regensburger Schildhaupt dreigeteilt von Rot, Silber und Schwarz und spielte auf die Diepoldinger Markgrafen von Hohenburg an, die als Gründer von Hohenburg gelten. Diesen Teil des Wappens zeigt auch das neue Gemeindewappen. Um 1610 wurde der schwarze Balken im Schildfuß in einen schwarzen Dreiberg verwandelt, aus dem drei Halme (Rohrhalme?) wuchsen; diese wurden in der Literatur als Bäume, in der Lokaltradition als Getreidehalme interpretiert. Um den großen Zugewinn in der Gebietsreform (Eingemeindung der ehemals selbständigen Gemeinden Adertshausen, Allersburg, Egelsheim und Mendorferbuch 1972) auch im Wappen zu dokumentieren, wurden im Schildfuß die Familienwappen der Scharfenberger vorne und der Püntzinger hinten aufgenommen. Diese Familien waren in der Geschichte von Adertshausen bzw. Allersburg von Bedeutung. Wappenführung seit 1542, Verleihung des Wappens durch Bistumsadministrator Johann von Regensburg; geändert bzw. erneuert 1988, belegt durch das Schreiben der Regierung der Oberpfalz vom 31. Mai 1988, Elemente aus dem Familienwappen der „Diepoldinger von Hohenburg, von Scharfenberg, Püntzinger“. |

### Fahne
Rot-Weiß-Schwarz

### Städtepartnerschaften
Seit 2010 besteht eine Städtepartnerschaft zu Sokolac in Bosnien-Herzegowina.

## Kultur und Sehenswürdigkeiten
Zu den Sehenswürdigkeiten von Hohenburg gehören das Rathaus und die Pfarrkirche am Marktplatz.
Hoch über dem Ort befindet sich auf dem Schloßberg im Gebiet des Truppenübungsplatzes Hohenfels die Burgruine Hohenburg. Sie gehört allerdings zur Nachbargemeinde Hohenfels im direkt benachbarten Landkreis Neumarkt in der Oberpfalz.
Eine weitere Sehenswürdigkeit ist die Wallfahrtskirche Stettkirchen, die etwa einen Kilometer südöstlich von Hohenburg liegt.

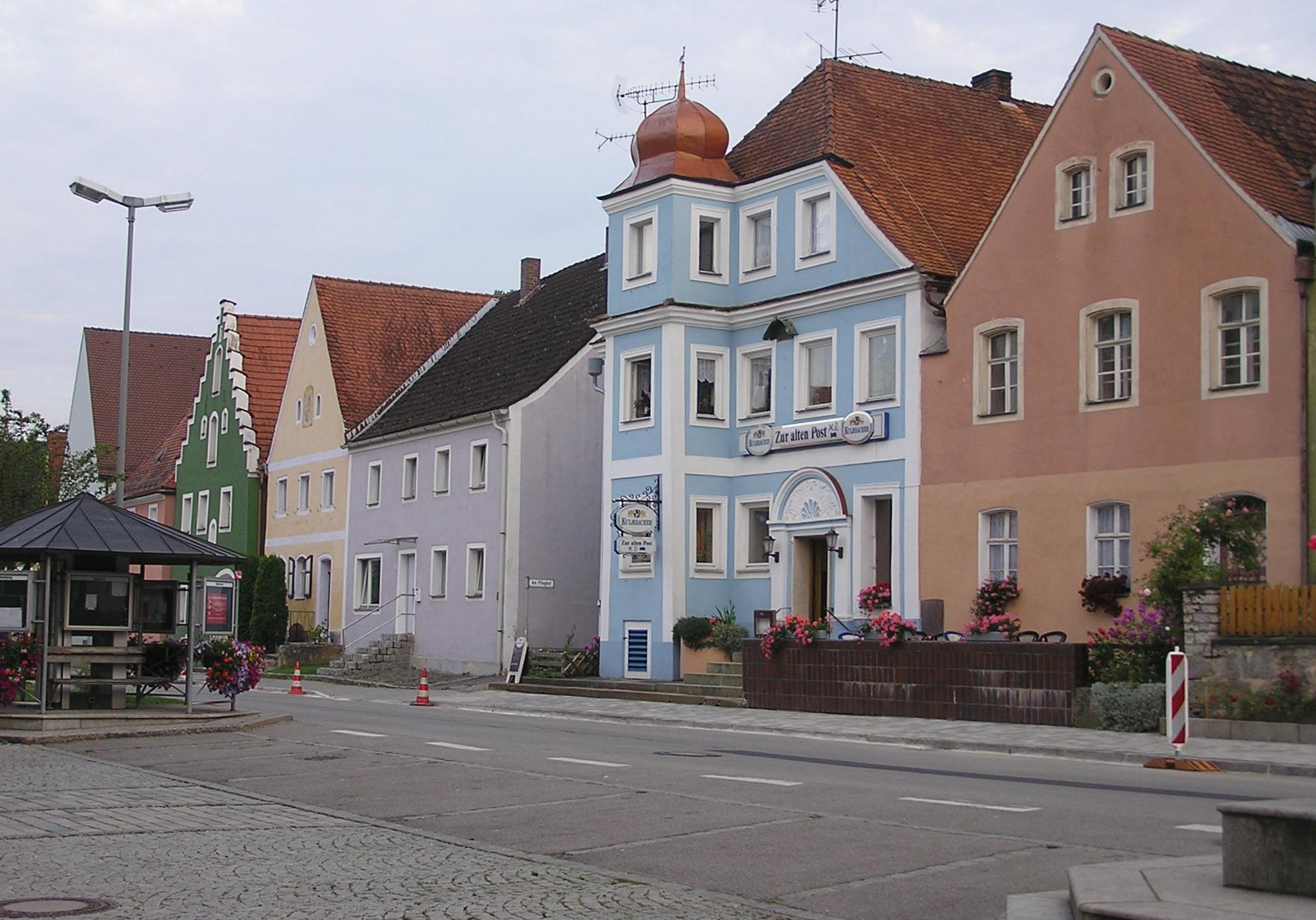
Der Marktplatz von Hohenburg
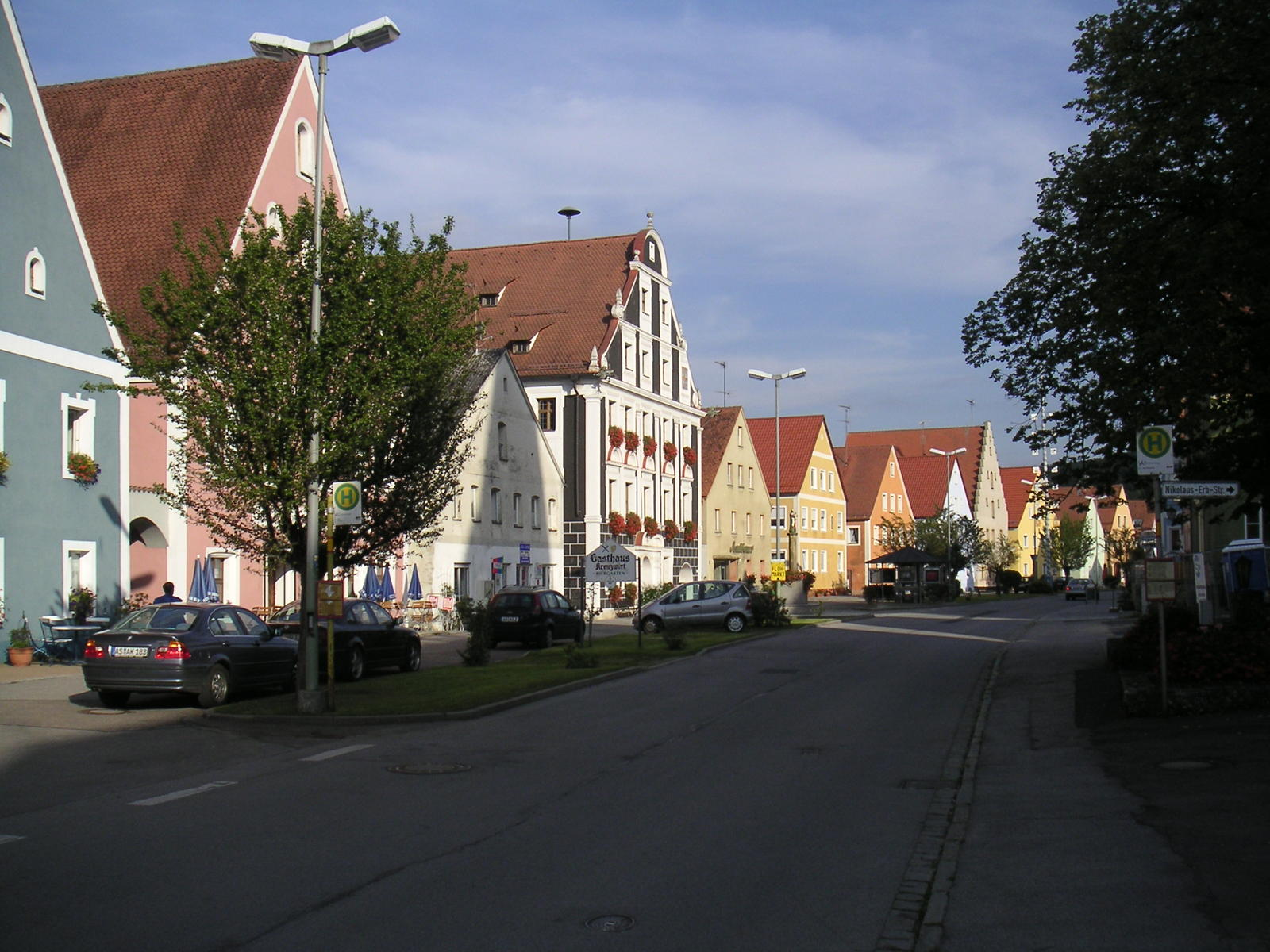
In Hohenburg
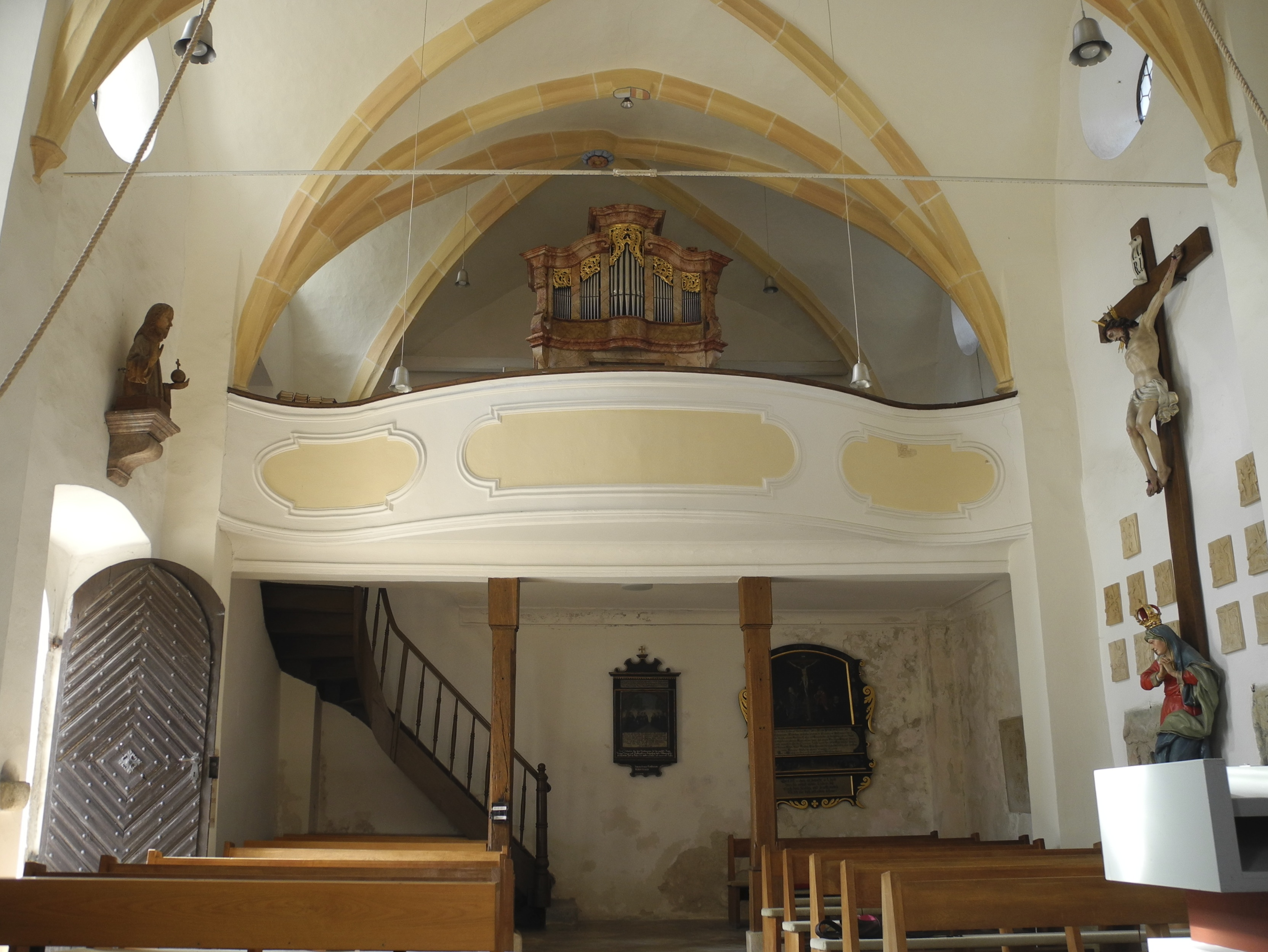
Friedhofskirche St. Salvator, Funtsch-Orgel (1785)
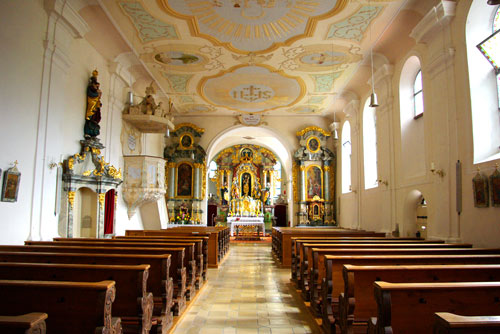
Wallfahrtskirche Stettkirchen
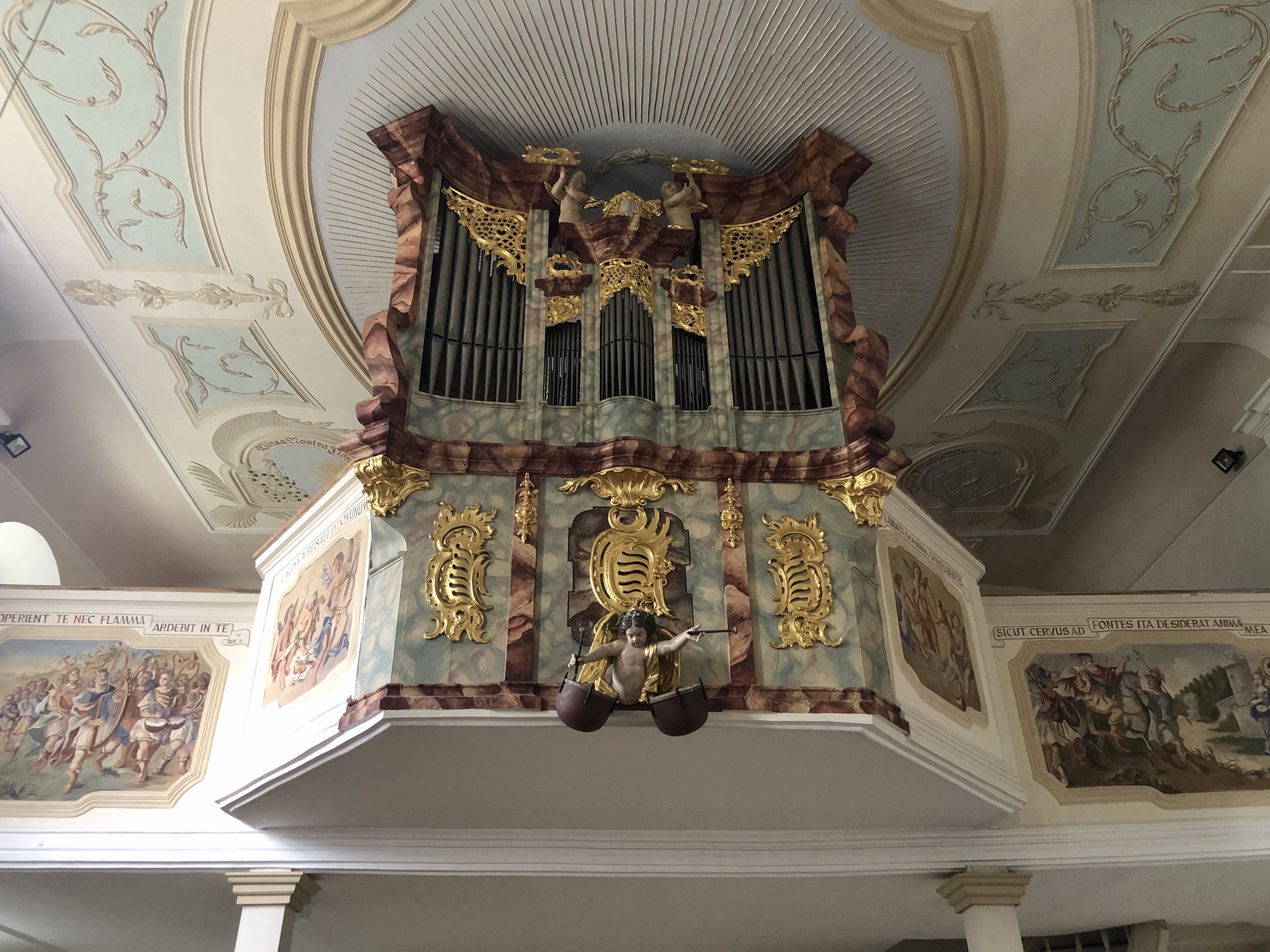
Stettkirchen, Funtsch-Orgel (1760)

Im Dachstuhl eines alten Hauses in Hohenburg befindet sich eine Wochenstube der in Deutschland extrem seltenen Großen Hufeisennase.

## Wirtschaft und Infrastruktur

### Wirtschaftsdaten
Es gab im Jahr 2021 nach der amtlichen Statistik im produzierenden Gewerbe 99 und im Bereich Handel und Verkehr 19 sozialversicherungspflichtig Beschäftigte am Arbeitsort. In sonstigen Wirtschaftsbereichen waren am Arbeitsort 57 Personen sozialversicherungspflichtig beschäftigt. Sozialversicherungspflichtig Beschäftigte am Wohnort gab es insgesamt 689. Im verarbeitenden Gewerbe gab es keinen, im Bauhauptgewerbe drei Betriebe. Zudem bestanden im Jahr 2020 46 landwirtschaftliche Betriebe mit einer landwirtschaftlich genutzten Fläche von 1073 ha, davon waren 820 ha Ackerfläche.

### Industrie- und Gewerbepark
In Hohenburg befindet sich ein kleines Gewerbegebiet, in dem sich unter anderem ein Spengler, ein Schreiner und ein Geigenbauer angesiedelt haben. Im Ortsteil Aicha in der Gemarkung Adertshausen ging ein Industriepark aus einem aufgelassenen Munitionsdepot der Bundeswehr hervor. Dort befinden sich einige Industrieunternehmen sowie die Feuerbestattung und ein Urnenwald.

### Solarpark Hohenburg
Im August 2005 beschloss der Marktgemeinderat die Gründung einer Gesellschaft (Gesellschaft Solarpark Hohenburg GmbH) für die Errichtung einer Photovoltaikanlage im Industriepark.

### Verkehr
- Durch Hohenburg führt die Staatsstraße 2235, die die Lauterach zweimal quert.
- Anbindung an die A 6, Anschlussstelle Amberg-West, über Ursensollen, 14 Kilometer
- Anbindung an die A 93, Anschlussstelle Schwandorf-Süd, über Schmidmühlen ca. 30 km
- Anbindung an die A 3, Anschlussstelle Neumarkt-Ost, über Utzenhofen ca. 25 km

### Bildung
Es gibt folgende Einrichtungen:
- Kindergärten: Hohenburg und Mendorferbuch
- Grundschule Hohenburg

### Feuerwehren
- Freiwillige Feuerwehr Hohenburg (Stützpunktfeuerwehr der Gemeinde Hohenburg)
- Freiwillige Feuerwehr Mendorferbuch-Egelsheim
- Freiwillige Feuerwehr Ransbach
- Freiwillige Feuerwehr Allersburg-Berghausen
- Freiwillige Feuerwehr Adertshausen

## Söhne und Töchter der Gemeinde
- Thomas Ried (1773–1827), römisch-katholischer Theologe, Historiker und Domkapitular
- Maria Moritz (1892–1957), hessische Politikerin (KPD) und MdL
- Friedrich Heimler (1942–2018), römisch-katholischer Ordensgeistlicher und Bischof von Cruz Alta